# Laurent Fournier
Laurent Fournier (Lione, 14 settembre 1964) è un allenatore di calcio ed ex calciatore francese, di ruolo centrocampista.

## Carriera

### Giocatore

#### Club
Cresciuto nel Villeurbanne, nel 1980 approda all'Olympique Lione dove si afferma presto fra i titolari del centrocampo e vi rimane per otto anni.
Nel 1988 passa al Saint-Étienne rimanendovi per due stagioni.
Nel 1990 si trasferisce all'Olympique Marsiglia dove vince il Campionato francese e giunge in finale di Coppa dei Campioni (perdendo a Bari contro la Stella Rossa).
L'anno successivo passa al PSG dove rimane per tre anni vincendo una Coppa di Francia ed un Campionato francese, prima di passare al Bordeaux. Ma solo un anno dopo fa ritorno nella squadra della capitale, dove vince una Coppa delle Coppe nel 1996, poi perde la finale della stessa competizione nel 1997 (contro il Barcellona) ed infine nel 1998 vince un'altra Coppa di Francia ed una Coppa di Lega francese.
Nello stesso anno lascia il PSG per giocare nel Bastia dove disputa le sue ultime 5 partite da professionista.

### Nazionale
Nel 1992 ha totalizzato 3 presenze con la Nazionale francese.

### Allenatore
Durante la militanza nel Bastia riceve ben presto l'incarico di allenatore che ricopre nella squadra corsa fino all'aprile 1999.
Nel 2002 viene assunto dal Pacy prima in qualità di Direttore Tecnico e poi di allenatore.
Nel 2003 passa al PSG dirigendo prima la formazione giovanile e poi la prima squadra fino al 2005.
Nell'autunno 2007 ha guidato per pochi mesi la panchina del Nîmes.
Nella stagione 2009-2010 è stato allenatore del Créteil, mentre dall'estate 2010 guida lo Strasburgo.

## Statistiche

### Cronologia presenze e reti in nazionale
| Cronologia completa delle presenze e delle reti in nazionale ― Francia | Cronologia completa delle presenze e delle reti in nazionale ― Francia | Cronologia completa delle presenze e delle reti in nazionale ― Francia | Cronologia completa delle presenze e delle reti in nazionale ― Francia | Cronologia completa delle presenze e delle reti in nazionale ― Francia | Cronologia completa delle presenze e delle reti in nazionale ― Francia | Cronologia completa delle presenze e delle reti in nazionale ― Francia | Cronologia completa delle presenze e delle reti in nazionale ― Francia |
| Data                                                                   | Città                                                                  | In casa                                                                | Risultato                                                              | Ospiti                                                                 | Competizione                                                           | Reti                                                                   | Note                                                                   |
| ---------------------------------------------------------------------- | ---------------------------------------------------------------------- | ---------------------------------------------------------------------- | ---------------------------------------------------------------------- | ---------------------------------------------------------------------- | ---------------------------------------------------------------------- | ---------------------------------------------------------------------- | ---------------------------------------------------------------------- |
| 26-8-1992                                                              | Parigi                                                                 | Francia                                                                | 0 – 2                                                                  | Brasile                                                                | Amichevole                                                             | -                                                                      | 56’                                                                    |
| 9-9-1992                                                               | Sofia                                                                  | Bulgaria                                                               | 2 – 0                                                                  | Francia                                                                | Qual. Mondiali 1994                                                    | -                                                                      | 61’                                                                    |
| 14-10-1992                                                             | Parigi                                                                 | Francia                                                                | 2 – 0                                                                  | Austria                                                                | Qual. Mondiali 1994                                                    | -                                                                      | 63’                                                                    |
| Totale                                                                 |                                                                        | Presenze                                                               | 3                                                                      |                                                                        | Reti                                                                   | 0                                                                      |                                                                        |

## Palmarès

### Giocatore

#### Competizioini nazionali
- Campionato francese: 2

Marsiglia: 1990-1991
Paris Saint-Germain: 1993-1994
- Coppa di Francia: 2

Paris Saint-Germain: 1992-1993, 1997-1998
- Supercoppa francese: 1

Paris Saint-Germain: 1995
- Coppa di Lega francese: 1

Paris Saint-Germain: 1997-1998

#### Competizioni internazionali
- Coppa delle Coppe: 1

Paris Saint-Germain: 1995-1996